# BMF's børnebogspris
BMF's børnebogspris, egentlig Boghandlermedhjælperforeningens børnebogspris, var en dansk litteraturpris, der blev uddelt årligt fra 1980 til 2014. I de senere år blev den uddelt i forbindelse med Bogforum i København, efter afstemning blandt Bog- og Papirbranchens ansatte (tidligere Den danske Boghandlermedhjælperforening). Med prisen fulgte et pengebeløb, der blev større igennem årene. Senest var det 20.000 kr.
To forfattere nåede at modtage prisen to gange; Bjarne Reuter (1980 og 2000) og Jakob Martin Strid  (2008 og 2012).

## Modtagere
- 1980 Bjarne Reuter: Kys stjernerne
- 1981 Thøger Birkeland: Krumme og Yrsa
- 1982 Bent Haller: Balladen om Janne og Valde
- 1983 Cecil Bødker: Marias barn. Drengen
- 1984 Tine Bryld: Pige Liv / Befri dit Liv / Liv og Alexander
- 1985 Hanne-Vibeke Holst: Til Sommer
- 1986 Lars-Henrik Olsen: Erik Menneskesøn (pris: 5.000 kr)
- 1987 Kirsten Holst: Min ven Thomas
- 1988 Flemming Quist Møller: Jungledyret Hugo
- 1989 Benny Andersen: Lille pege med stor effekt
- 1990 Ib Spang Olsen: Voksenfælden
- 1991 Gerd Rindel: Et spor i Rusland
- 1992 Kim Fupz Aakeson: De gale
- 1993 Johannes Møllehave: Drengen der kom hen hvor peberet gror (pris: 10.000 kr)
- 1994 Bent Rasmussen: Ud til kanten Simon, heltud!
- 1995 Svend Åge Madsen: De usynlige myrer
- 1996 Halfdan Rasmussen: Mariehønen Evigglad
- 1997 Vita Andersen: Coco
- 1998 Hanne Hastrup: Cirkeline flytter til byen (billedbog)
- 1999 Thomas Winding: Mester min Mester
- 2000 Bjarne Reuter: Prins Faisals ring (roman)
- 2001 Thorstein Thomsen: Bare vi har hinanden (roman)
- 2002 Elisabeth Gjerluff Nielsen: Dingelings Dansemus (børnebog)
- 2003 Lene Kaaberbøl: Skammerkrigen (roman)
- 2004 Renée Toft Simonsen: Karla og Katrine
- 2005 Josefine Ottesen: Dæmonernes hvisken (roman)
- 2006 Alberte Winding: Barbara Tristan Møller (roman)
- 2007 Manu Sareen: Iqbal Farooq og kronjuvelerne (roman)
- 2008 Jakob Martin Strid: Da lille Madsens hus blæste væk (børnebog)
- 2009 Kenneth Bøgh Andersen: Den forkerte død (roman)
- 2010 Sigurd Barrett: Sigurd fortæller Bibelhistorier (børnebog)
- 2011 Helle Ryding: Serpina (roman)
- 2012 Jakob Martin Strid: Den utrolige historie om den kæmpestore pære (børnebog)
- 2013 Lars Daneskov: Tro, håb og gorgonzola (børnebog)
- 2014 Hella Joof: Snitten & Kis. Frygt og bæven og en mand på strømpesokker (børnebog, illustreret af Cato Thau-Jensen)